# Heiden (Szwajcaria)
Heiden (gsw. Hääde) – gmina (niem. Einwohnergemeinde) w północno-wschodniej Szwajcarii, w kantonie Appenzell Ausserrhoden. 31 grudnia 2014 liczyła 4082 mieszkańców. Do 1995 należała do okręgu Vorderland.